# Bitva u Santa Lucie
Bitva u Santa Lucie se odehrála 6. května 1848. Rakouské vojsko pod vedením maršála Jana Josefa Václava Radeckého zde porazilo dvakrát silnější sardinskou armádu krále Karla Alberta.
V revolučním roce 1848 vypukly nepokoje i v italských městech, které se přenesly v březnu do Milána. Ve dnech 22.–23. března rakouská vojska pod vedením maršála Radeckého začala ustupovat před vzbouřenci, které podporoval sardinský král Karel Albert, do Verony. Sardinské vojsko se 10. dubna rozložilo kolem pevnosti Peschiera, ale při snaze prolomit Radeckého postavení dál na východ se střetlo 6. května s částí Radeckého armády u veronského předměstí Santa Lucia. Sardinský král disponoval 50 tisíci vojáky a 60 děly, Radecký měl 17 tisíc mužů a 54 děl. Ráno o sedmé hodině začala bitva útokem sardinských vojáků. Nejzuřivější boj se rozpoutal u zdí vesnického hřbitova, který bránily dvě setniny 10. praporu polních myslivců pod vedením zde smrtelně raněného plukovníka Karla Kopala, rodáka z jihomoravských Ctidružic. V průběhu bitvy vzdoroval Kopalův prapor sardinským ztečím plné tři hodiny. Díky vynikající střelecké dovednosti se jim dařilo kosit nepřátelské vojáky. Až v odpoledních hodinách se početně silnější sardinské oddíly rozhodly pro obchvat hřbitova, ovšem prapor se stáhl do nové pozice za hřbitovem. Podobně se spořádaný ústup uskutečnil ještě jednou. Teprve pozdější příchod rakouských posil z pevnosti Verona donutil demoralizované a vyčerpané sardinské vojáky k ústupu a vyklizení pozic v Santa Lucii.
C. k. 10. myslivecký prapor po bitvě obdržel několik vyznamenání za udatnost. Bitva byla prvním vítězstvím rakouských zbraní ve válce se Sardinií v roce 1848.

Odkazy
Literatura
TARABA, Luboš, Italské patálie maršála Radeckého, První válka za osvobození Itálie 1848 - 1849, Epocha, Praha 2019